# Charles Raymond de Saint-Vallier
Pour les articles homonymes, voir de La Croix, Chevrières et Saint-Vallier.
Pour les autres membres de la famille, voir Famille de la Croix de Chevrières.
Charles Raymond de La Croix de Chevrières de Saint-Vallier, comte de Saint-Vallier (12 septembre 1833 - 4 février 1886) est un homme politique, diplomate et noble français.

## Biographie

### Vie privée
Charles Raymond de La Croix de Chevrières, d'une vieille famille du Dauphiné, « fils de Bonne Humbert Lacroix de Chevrières, marquis de Saint-Vallier (1804-1894), et de Marie Magdeleine de Maussion (1802-1885) ».
Il débute dans la diplomatie comme attaché d'ambassade à Lisbonne (18 novembre 1852).

### Vie publique
Il passe en la même qualité à Munich (1856) et à Vienne (1857), est attaché (1859) au cabinet du ministre M. Walewski, devient secrétaire d'ambassade à Constantinople (1860), chef du cabinet de Léonel de Moustier, 5e marquis de Moustier (1863), et ministre plénipotentiaire à Stuttgart (1868).
Il remplit plusieurs missions pendant la guerre de 1870-71, et est commissaire général auprès de l'armée d'occupation, du 10 janvier 1872 au 22 septembre 1873.
Il obtient le grade de ministre plénipotentiaire de 1re classe, et est vice-président du conseil général de l'Aisne pour le canton de Sissonne, lorsqu'il se présente, le 30 janvier 1876, comme candidat au Sénat dans le département de l'Aisne : il est élu par 624 voix (921 votants), prend place parmi les républicains conservateurs, et se prononce, en juin 1877, contre la dissolution de la Chambre des députés et contre le gouvernement du Seize-mai.

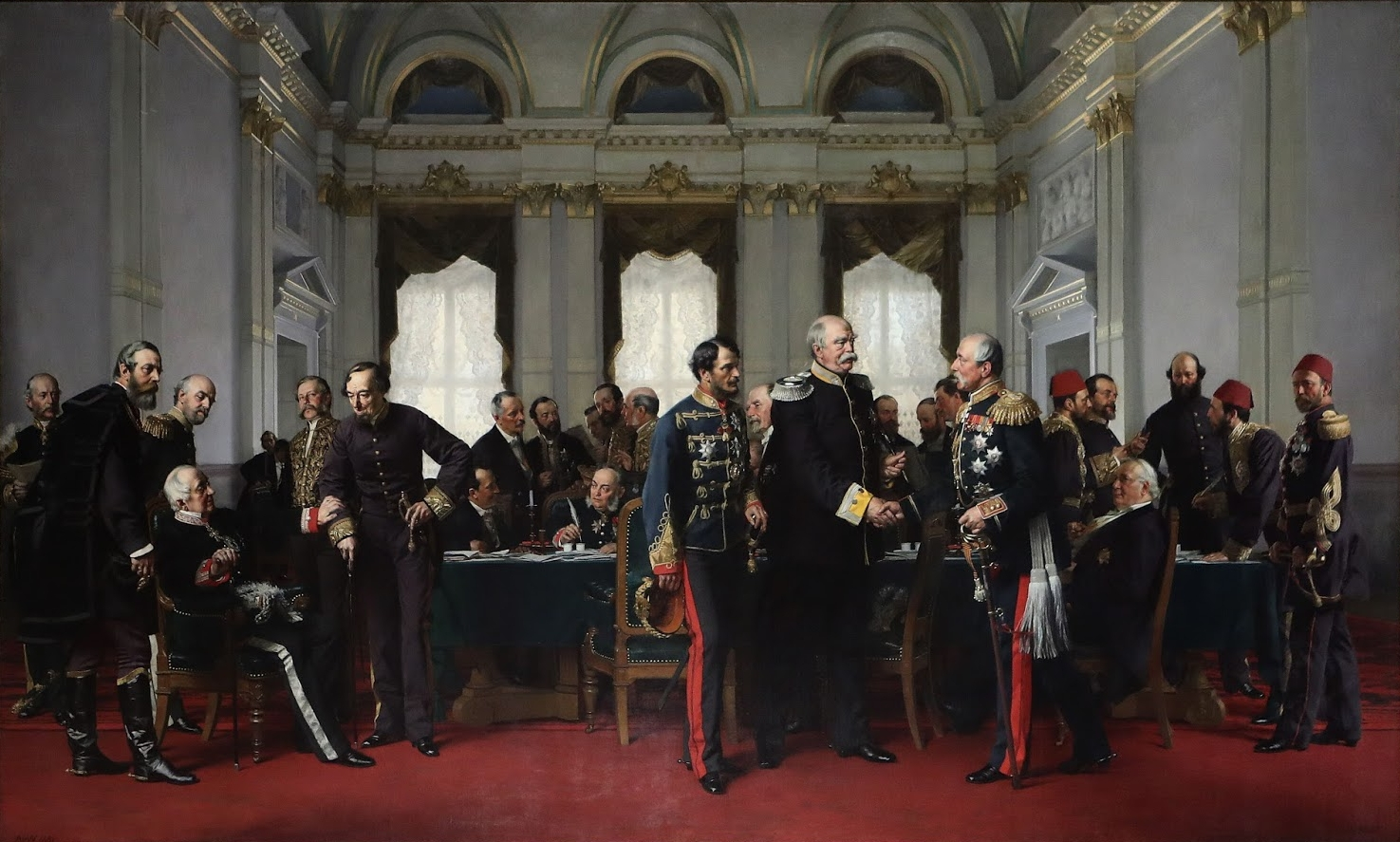
Le Congrès de Berlin (1878). Tableau d'Anton von Werner (1881).

Partisan du ministère Dufaure, il est appelé à succéder, comme ambassadeur à Berlin, à M. de Gontaut-Biron (20 décembre 1877). En juin 1878, il est un des deux plénipotentiaires de la France au congrès de Berlin pour le règlement de la question d'Orient. Il donne sa démission d'ambassadeur lors de la constitution du cabinet Gambetta, et, mis en disponibilité, revient siéger (décembre 1881) au centre gauche du Sénat.
- Il vote avec la fraction la plus conservatrice du parti républicain,
- demanda (février 1882) dans la discussion sur la laïcité de l'instruction primaire, que les ministres des cultes pussent donner l'enseignement religieux dans les locaux scolaires en dehors des heures de classe (rejeté) ;
- interroge (mars 1883) le ministère sur sa politique indécise au Tonkin,
- est nommé (mai 1883) vice-président de la commission chargée de réorganiser le service des consulats de France à l'étranger,
- est rapporteur (mai) des crédits du Tonkin,
- critique (décembre), à propos du budget du ministère des Affaires étrangères, l'organisation du personnel diplomatique,
- parle (février 1884) sur la crise agricole,
- est rapporteur (juin) d'un projet modifiant le régime des sucres,

Réélu comme sénateur, le 6 janvier 1885, par 1 050 voix (1 374 votants), le marquis de Chevrières reprend sa place au centre, est admis à la retraite comme ambassadeur, et meurt l'année suivante.

## Distinctions

### Décorations françaises
- Grand-croix de la Légion d'honneur (décret du 11 juillet 1880)[1].
  -  Grand officier de la Légion d'honneur (décret du 27 juillet 1875)
  -  Commandeur de la Légion d'honneur (décret du 29 juin 1872)
  -  Officier de la Légion d'honneur
  -  Chevalier de la Légion d'honneur (décret du 13 août 1861)